# 王國楨 (萬曆丁未進士)
王國楨（1581年—1624年），字君翼，號式弘，浙江杭州府钱塘縣人，明朝政治人物。

## 生平
萬曆三十一年（1603年）癸卯科浙江鄉試第四十三名舉人，萬曆三十五年（1607年）丁未科進士，次年，授工部虞衡司主事，官工部郎中。
萬曆四十年（1612年），出為鳳陽府知府。萬曆四十七年（1619年），再起為廣東惠州府知府，改臨江。明習吏事，所至以锄豪强見稱。數与大吏争是非，意所不可，咳喘直侵其面。天启四年（1624年）卒於臨江，人哀之如私親。

## 家族
曾祖王宇；祖父王瀚，益府典膳；父王應禄，癸卯贡士。母亲贺氏。具庆下。兄國栋、國柱。
妻吴氏，年十八适國楨，二十五歲國楨卒，愿從死于地下，為翁姑苦勸得不死。戢影深閨，早夜操作，雖至戚罕聞聲覯面。至四十二歲，應继子蔭華始生，氏即敬告宗黨，立嗣承祧。苦節计四十七年，里黨請題旌，氏力却之，年七十一，無疾而終。弟王國祥，年十五伯兄殁，晨夕痛悼。又一年，遭父喪，擗踊哀號。奉孀母，事寡嫂，愛敬備至，後皆以寿終。厥弟三人，豐之以衣食，厚之以婚娶，誨之以入膠庠。伯兄遗一女，撫而嫁之，奩資踰于己出。教育從子，多成學業。享年七十有六，無疾而卒。子二人，長蔭華，邑諸生，為兄國楨後。余子若孙，皆以儒学世其家。
有從子王克家，崇禎庚辰以明經賜進士，為涞水令，亦有仁政，卒于官。